# Igreja de São Rosendo
A Igreja de São Rosendo, ou Igreja Paroquial de Pitões das Júnias, é uma igreja Matriz portuguesa, edificada em estilo barroco localizada na freguesia de Pitões das Júnias, município de Montalegre e no Distrito de Vila Real.